# Genitori quasi perfetti
Genitori quasi perfetti è un film italiano del 2019, diretto da Laura Chiossone.
Il film è un adattamento dello spettacolo teatrale Palloncini di Gabriele Scotti e Gianna Coletti ed è stato distribuito nelle sale dal 29 agosto 2019.

## Trama
La festa di compleanno di un bambino della primaria, in un appartamento, si tramuta in un susseguirsi di situazioni grottesche che mostrano le contraddizioni e le incredibili imperfezioni di tutti i genitori presenti.